# King Features Syndicate
King Features Syndicate és una agència de premsa estatunidenca propietat de Hearst Communication que és líder en la distribució de tires de premsa, columnes periodístiques, i passatemps a prop de 5.000 diaris de tot el món. King Features Syndicate és una unitat de Hearst Holdings, Inc., que combina les associacions de xarxa de cable de Hearst Corporation, les activitats de programació i distribució de televisió i les empreses de sindicació. Els sindicats afiliats de King Features són North America Syndicate i Cowles Syndicate. Cada setmana, Reed Brennan Media Associates, una unitat de Hearst, edita i distribueix més de 200 productes per a King Features.

## Història

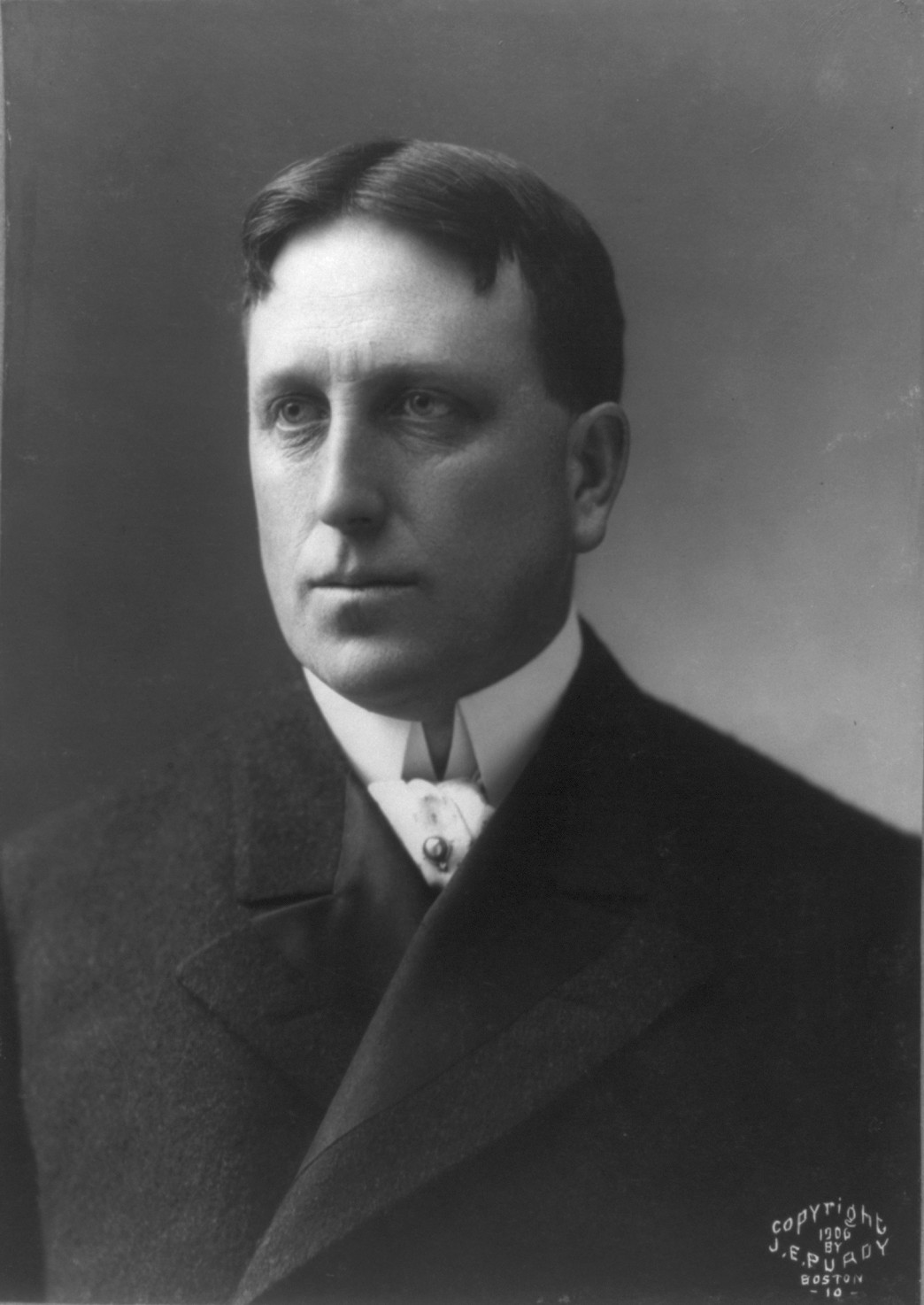
El fundador de King Features Syndicate, William Randolph Hearst

Els diaris William Randolph Hearst van començar a sindicar material el 1895 després de rebre peticions d'altres diaris. El primer sindicat oficial de Hearst es deia Newspaper Feature Service, Inc., establert el 1913. En 1914, Hearst i el seu gerent, Moses Koenigsberg, van consolidar totes les empreses de sindicació de Hearst sota una sola marca (encara que el servei de notícies de diaris encara estava en funcionament almenys els anys 30). Koenigsberg li va donar el seu propi nom (la paraula alemanya König significa rei, king en anglès) quan va llençar King Features Syndicate el 16 de novembre de 1915.
Des del principi, King Features ha distribuït alguns dels grans noms dels còmics. Blondie, Beetle Bailey, Popeye, Ernie, The Phantom, Barney Google, Príncep Valent, Krazy Kat, Zippy the Pinhead… són només algunes de les estrelles de King Features.
King Features també va ser el sindicat preferit durant la primera meitat del segle XX per a la majoria de propietats externes llicenciades com a còmics. Les tires de The Walt Disney Company —Mickey Mouse, l'Ànec Donald i Silly Symphonies— van ser distribuïdes per King, així com tires basades en personatges de ràdio tan populars com The Lone Ranger i sèries de ficció en prosa com Perry Mason.
En 1916, Hearst va entrar en el camp de l'animació, prenent diverses de les seves propietats còmiques a la pantalla gran. L'empresa va durar poc temps, però va preparar el camí per a moltes adaptacions animades de còmics.
La producció va augmentar el 1916 amb King Features comprant i venent el seu propi material de creació personal. Una publicació comercial, Circulation, va ser publicada per King Features entre 1916 i 1933. La sindicació va assolir el màxim nivell a mitjans dels anys trenta amb 130 sindicats que oferien 1.600 productes a més de 13.700 diaris.
El 1936, el sindicat va participar en portar els còmics en una nova direcció audaç, finançant la incursió de l'editorial David McKay en el mitjà infantil dels còmics (impresos en format comic book). King Comics, Ace Comics i Magic Comics de McKay van reimprimir Mandrake the Magician, Secret Agent X-9, Jungle Jim, Brick Bradford i molts altres còmics de King Features. McKay va deixar el negoci de còmics el 1951, però en aquells moments els còmics estaven ben establerts. La majoria de còmics de King eren llicenciats per Dell Comics. Les propietats de King han estat llicenciades per Gold Key, Harvey, First Comics, Marvel Comics, Fantagraphics Books, DC Comics, Charlton Comics i altres editorials. El 1966, el sindicat va entrar breument en el negoci de la publicació de còmics per si sol, però només va durar fins al 1968.
El 1986, King Features va adquirir Register and Tribune Syndicate per 4,3 millions de dòlars. El mateix any, Hearst va comprar News America Syndicate (originalment anomenat Publishers-Hall). A partir d'aquest moment, amb King Features i News America (ara anomenada com North America Syndicate, Hearst va liderar tots els serveis de sindicació amb 316 productes.
El 2007, King Features va donar la seva col·lecció de tires de còmic, acumulats durant més de 60 anys, a Billy Ireland Cartoon Library & Museum i a Michigan State University Comic Art Collection conservant la col·lecció en format electrònic per a finalitats de referències.
A partir de 2016, amb 62 tires sindicades, Hearst va ser considerat el segon servei més gran de còmics, només per darrere de Uclick (actualment conegut com a Andrews McMeel Syndication).

## Tires i pàgines còmiques
- Abie the Agent
- The Amazing Spider-Man
- Apartment 3-G
- Arctic Circle
- Baby Blues
- Barney Google and Snuffy Smith
- Beetle Bailey
- Betty Boop
- Betty Boop and Felix
- Between Friends
- Big Ben Bolt
- Bizarro
- Bleeker: The Rechargeable Dog
- Blondie
- Boner's Ark
- Brick Bradford
- Bringing Up Father
- Buckles
- Buz Sawyer
- Crankshaft
- Crock
- Curtis
- Daddy Daze
- Deflocked
- Daniel el Trapella
- Donald Duck
- Dustin
- Edge City
- Etta Kett
- The Family Circus
- Felix the Cat
- Flapper Filosofy
- Flash Gordon
- Franklin Fibbs
- Funky Winkerbean
- Gil
- Glamor Girls
- Grin and Bear It (acabada el maig de 2015[12])
- Hägar the Horrible
- Happy Hooligan
- Hazel
- Henry
- Hi and Lois
- Hocus-Focus
- Hubert[13]
- Intelligent Life
- Johnny Hazard
- José Carioca
- Judge Parker
- Jungle Jim
- Junior Whirl
- The Katzenjammer Kids
- Kevin and Kell
- King of the Royal Mounted
- Krazy Kat
- Laff-a-Day
- Little Annie Rooney
- Little Audrey
- Little Iodine
- Mallard Fillmore
- Mandrake the Magician
- Mark Trail
- Marvin
- Mary Worth
- Mickey Mouse
- Moose & Molly
- Mother Goose and Grimm
- Mutts
- My Cage
- Norb
- Oh, Brother!
- Ollie and Quentin (recomençat des del 9 de gener de 2012)
- On the Fastrack
- Ozark Ike
- Pardon My Planet
- Pete the Tramp
- Piranha Club
- Popeye
- Príncep Valent
- Radio Patrol
- Red Barry
- Redeye
- Retail
- Rex Morgan, M.D.
- Rhymes with Orange
- Rip Kirby
- Ripley's Believe It or Not!
- Rusty Riley
- Safe Havens
- Sally Forth
- Sam and Silo
- Sherman's Lagoon
- Six Chix
- Slylock Fox & Comics for Kids
- Steve Roper and Mike Nomad
- Take it from the Tinkersons
- Teena
- The Better Half
- The Brilliant Mind of Edison Lee
- The Little King
- The Lockhorns
- The Norm
- The Pajama Diaries
- The Phantom
- They'll Do It Every Time
- Tiger
- Tina's Groove
- Todd the Dinosaur
- Triple Take
- Trudy
- Tundra
- Tumbleweeds
- Zippy the Pinhead
- Zits